# Iberischer Schinken

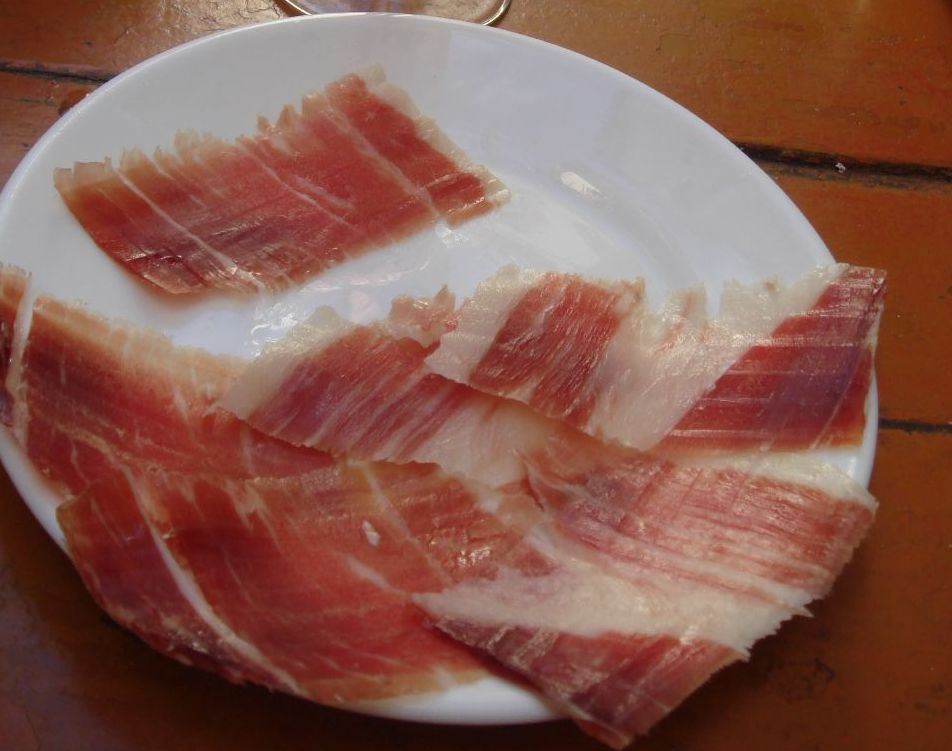
Jamón Ibérico, geschnitten

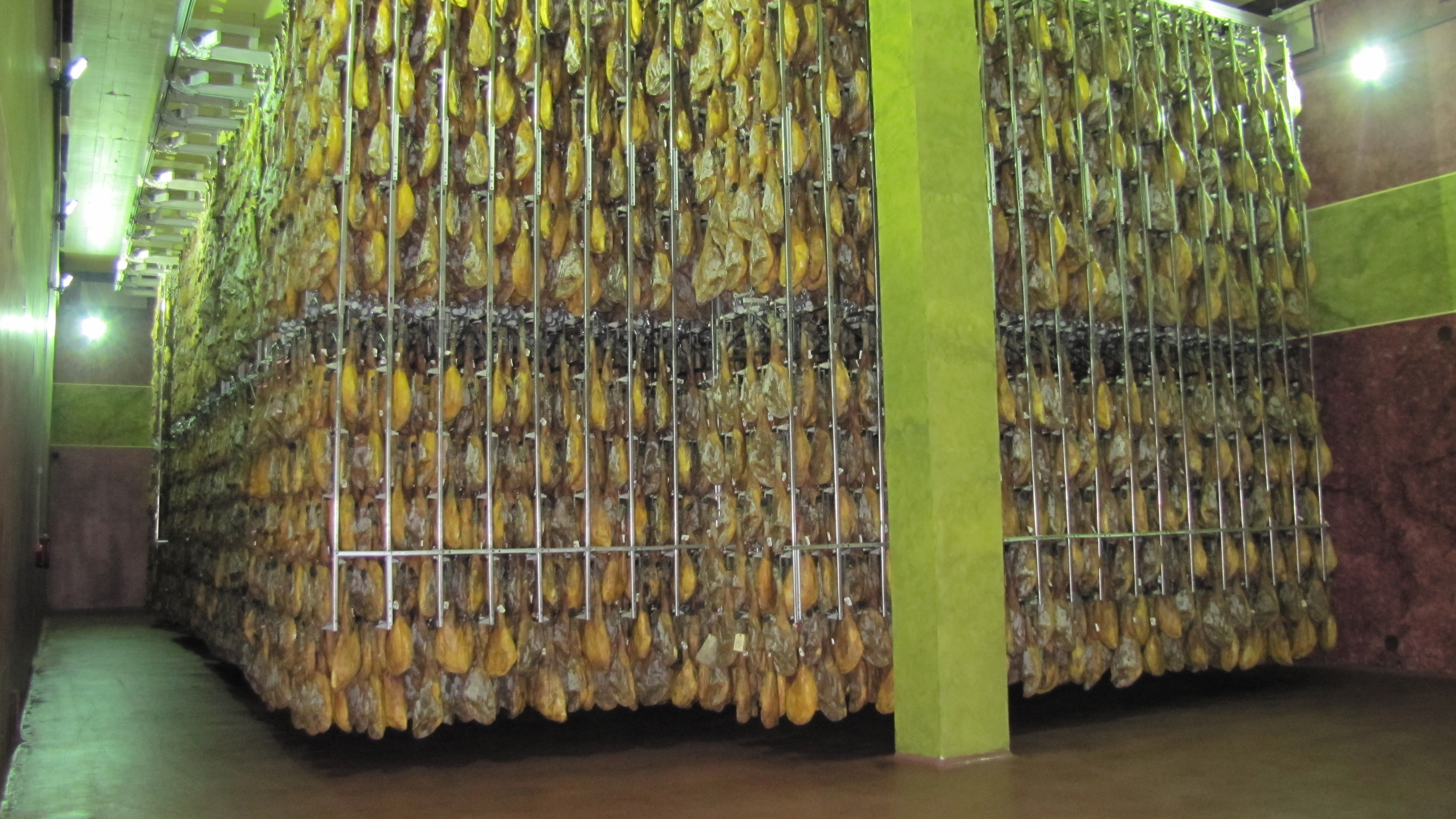
„Bodega“ für die Reifung der Produkte in den Anlagen der BEHER in Guijuelo

Iberischer Schinken (spanisch Jamón Ibérico [xaˈmon iˈβeɾiko], korrekter Ibérico-Schinken, denn der Name ist keine Herkunftsbezeichnung wie z. B. beim dänischen Schinken, sondern leitet sich vom Ibérico-Schwein ab, aus dessen Vorder- und Hinterläufen der Schinken hergestellt wird (wobei Einkreuzungen mit max. 25 % der Rasse Duroc-Jersey erlaubt sind). Das iberische Schwein unterscheidet sich äußerlich vom normalen Hausschwein durch die meist dunklere Hautfarbe. Es wird deshalb auch als schwarzes Schwein bezeichnet. Der vom gewöhnlichen Hausschwein in Spanien gewonnene luftgetrocknete Schinken wird Jamón serrano oder Serrano-Schinken genannt. Weil iberische Schweine oft eine schwarze Klaue haben, nannte man den Schinken auch Jamón de pata negra („Schwarzklauenschinken“). Da keineswegs alle Ibérico-Schweine schwarz sind (bzw. schwarze Klauen haben), andere spanische Rassen wie z. B. das „porc negre“ auf Mallorca aber sehr wohl, ist diese Bezeichnung im spanischen Handel nicht mehr zulässig.
Die Produktion schließt sehr viele Qualitätskontrollen ein, beginnend mit der Aufzucht des Schweins bis zur endgültigen Verarbeitung des Rohproduktes, um höchste Qualität zu garantieren.

## Herstellung

Eine typisch zugeschnittene Ibérico-Schinkenkeule (hier in Bellota-Qualität, auf einer Jamonera)

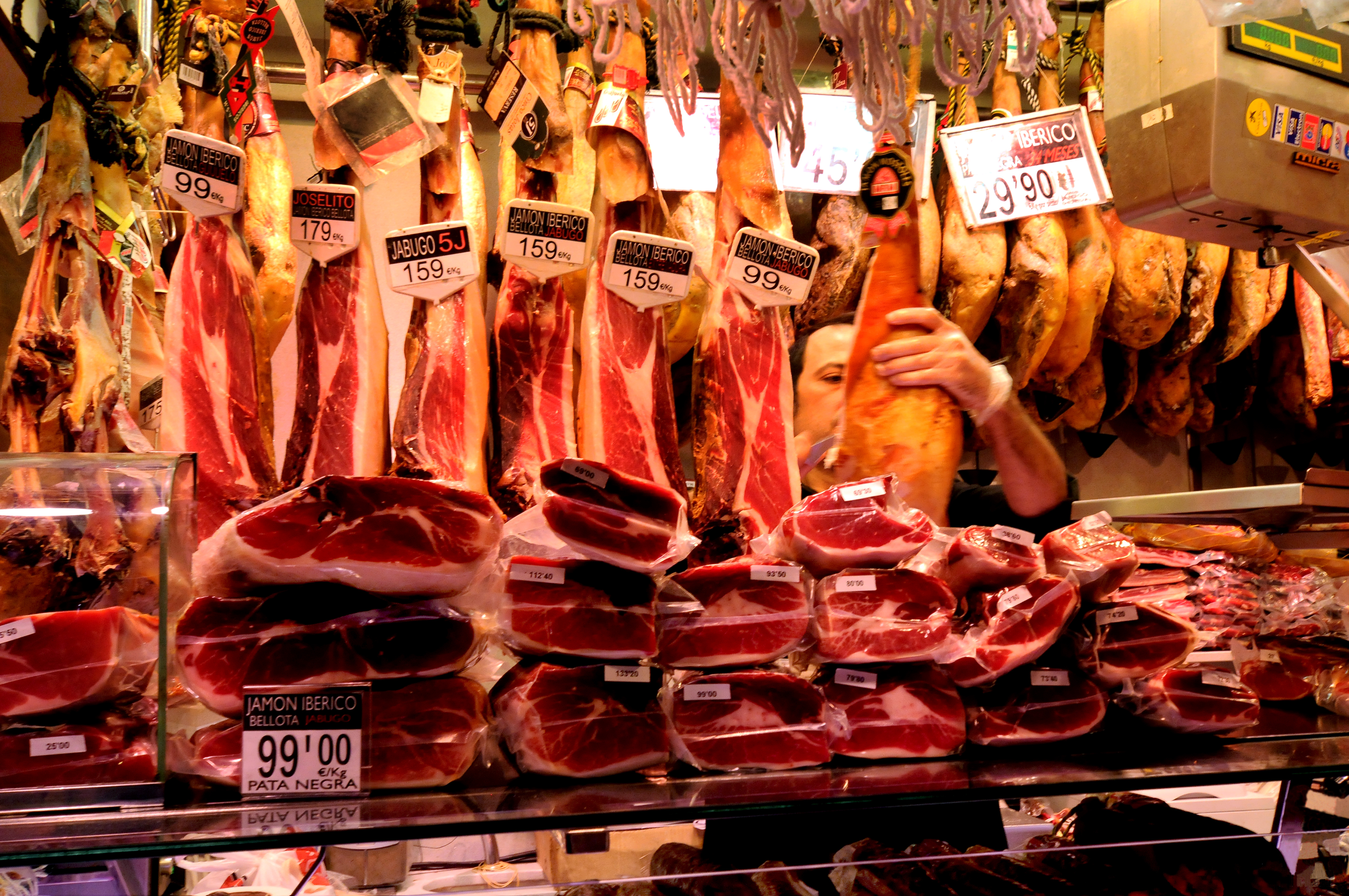
Ibérico-Schinken verschiedener Qualitätsstufen (sowie andere spanische Schinkenarten) bei einem Verkaufsstand in den La Boqueria-Markthallen in Barcelona

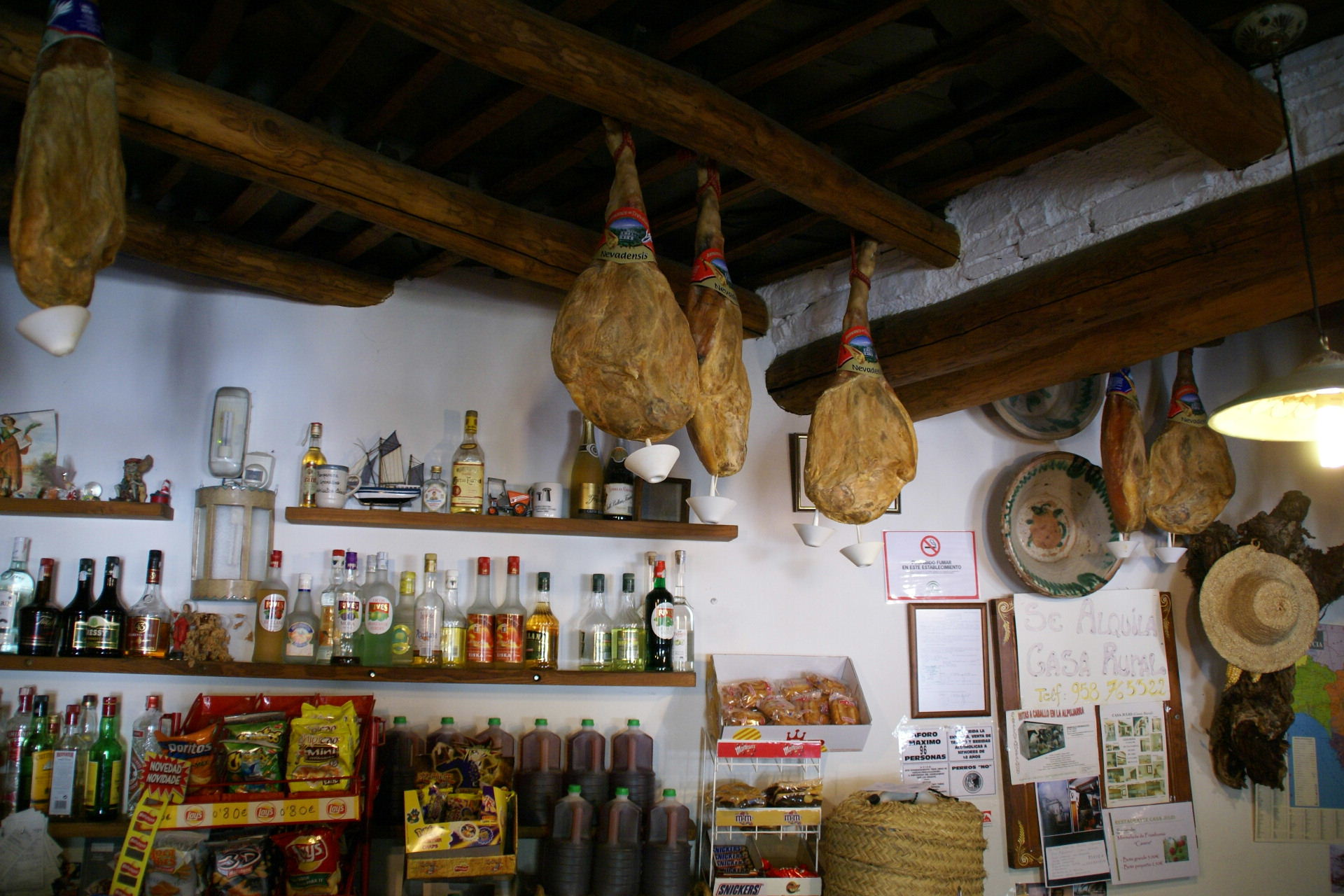
Verkauf in Pampaneira

Nach der Schlachtung wird die Keule im ganzen mit dem Eisbeinstück und der Klaue zugeschnitten. Dabei wird die Schwarte oberhalb der Klaue in V-Form dressiert und ein Teil der vorhandenen Speckschicht entfernt. Nach einer kurzen Trocknungszeit wird der Schinken rundum mit Salz eingerieben und der Vorgang mehrfach wiederholt. Danach reift der Schinken viele Monate in kühlen Kellern und bildet in dieser Zeit seinen würzigen Geschmack aus. Je nach Güteklasse beträgt die Reife- und Trocknungszeit zwischen 12 und 38 Monaten. Bedingt durch die Aufzuchtmethode ist das Fleisch nicht nur etwas dunkler und würziger im Geschmack als vergleichbare Produkte, sondern auch weitaus fetter.

## Sorten
Der Jamón Ibérico ist ein luftgetrockneter Schinken. Er ist vergleichbar mit luftgetrockneten Schinken aus anderen Regionen, wie den italienischen Schinken aus Parma und San-Daniele, den Bayonner-Schinken aus dem französischen Teil des Baskenlandes und der französische Aoste-Schinken aus der Region der Savoyer Alpen.
Der Jamón Ibérico erzielt hohe Preise und wird als der beste Schinken der Welt bezeichnet.
Besonders geschätzt wird als Spitzenprodukt „Eichelschinken“ (Jamón Ibérico de Bellota oder „Bellota-Schinken“), der von Schweinen stammt, die noch einer traditionellen Eichelmast unterzogen worden sind.
Es existieren die Qualitätsstufen Bellota, cebo de campo und cebo:
- Jamón Ibérico de Bellota (auch Montanera): Schinken von Schweinen, die mindestens 75 % der Iberico-Rasse entstammen und mindestens 40 % ihres Lebendgewichts freilaufend und nur durch Früchte der Steineiche (bellota heißt „Eichel“) und Kräuter zugelegt haben.
- Jamón Ibérico cebo de campo: Schinken von iberischen Schweinen (mind. 75 % wie oben), die mit Eicheln gefüttert wurden und dieser Mast mindestens 30 % ihrer Gewichtszunahme verdanken, in der Endmast (cebo de campo) aber vorwiegend Getreidefutter erhalten.
- Jamón Ibérico de cebo (auch de Cebo): Schinken von iberischen Schweinen (mind. 75 % wie oben), die mit Getreide gemästet wurden (pienso bedeutet „Getreidefutter“, cebo „Mast“ und de campo heißt einfach „vom Lande“).

## Geschützte Ursprungsbezeichnungen
Die Europäische Union hat folgende geschützte Ursprungsbezeichnungen verliehen:
- Jamón Ibérico D.O. Jabugo: aus der Sierra de Huelva. Die Zone der Denominación de Origen Jabugo umfasst u. a. die Dörfer Aracena, Cumbres Mayores, Cortegana, Jabugo.[3]
- Jamón Ibérico D.O. Los Pedroches: Im Norden Provinz Córdoba, ca. 30 Gemeinden um Pedroche gelegen.[4]
- Jamón Ibérico D.O. Guijuelo: Dieses Gebiet erfasst 77 Gemeinden, darunter Guijuelo, südlich von Salamanca gelegen.[5]
- Jamón Ibérico D.O. Dehesa de Extremadura: aus den beweideten Eichenhainen (Hutewälder) der Extremadura bei Cáceres y Badajoz.[6]
- Jamón Ibérico D.O.P Presunto de Barrancos / Paleta de Barrancos: Um die Gemeinde Barrancos in Portugal, an der Grenze zu Spanien gelegen.[7]

## Unternehmen und Handelsbezeichnungen
Neben diesen gesetzlich geschützten Herkunftsbezeichnungen haben sich im Handel weitere Begriffe verbreitet:
Jamón de Pata Negra: als Synonym für Jamón Ibérico (heutzutage im spanischen Handel nicht mehr zulässig)
Jamón 5J. und Jamón 7 Bellotas „jamon Hernandez Jimenez“ sind Eigenmarken eines Fabrikanten.
Jamón Ibérico ist nicht identisch mit dem qualitativ nicht ganz so hochwertigen und in der Regel von normalen hellhäutigen Hausschweinen stammenden spanischen Serrano-Schinken.

## Manipulationen
Unklar definierte Qualitätskategorien, die Legalisierung der Bezeichnung „Ibérico“ für Kreuzungen vor allem mit Schweinen der Rasse Duroc sowie illegale Manipulationen bei der Aufzucht (z. B. durch die chemische Imitation der für die Eichel charakteristischen Fettsäuren) haben 2016 zu einer Kontroverse in den spanischen Medien und parlamentarischen Anfragen geführt. Eine Dokumentation des 2. Programms des spanischen Fernsehens kam zum Ergebnis, dass der Ruf der Branche lädiert sei. Es wurde dokumentiert, dass mehr als 80 Prozent der unter dem Etikett „Ibérico“ auf den Markt gebrachten Schinken aus Massentierhaltung stammen.